# 陳好
陳好（チェン・ハオ、拼音: Chén Hǎo。1979年12月9日 - ）は、中国山東省青島出身の女優。身長は166cm、体重50kg、血液型はO型、星座はいて座。
中央戯劇学院演技科出身で、映画やテレビドラマへの出演などで女優として活動。持ち前の美貌と抜群のプロポーションを誇り、テレビドラマ『粉紅女郎』で「万人迷」という名前の女性を演じて、一躍有名となった。「万人迷（中国語で絶世の美人の意）」はそのまま愛称ともなっている。テレビ番組の司会を務めたこともあり、現在では、中国を代表する女優の1人である。
2005年には歌手活動も始め、2006年に歌手としてエイベックスと契約し小室哲哉ら日中両国の作曲家から曲の提供を受けて初のアルバム『陳好』を中国、日本など各国で発売した。

## 出演作品

### 映画
- 埋伏（1996年）
- 山の郵便配達（原題：那山、那人、那狗、1998年）
- 求求你表揚我（映画祭邦題：どうぞ私に栄誉を!、2005年）
- 建国大業（2009年）

### テレビドラマ
- 老子、妻子和孩子（1997年）
- 乱世英雄呂不韋（2000年）
- 欲望阻撃（2000年）
- 李衛当官（2000年）
- 宅門逆子（2001年）
- 秀才豆腐（2001年）
- 粉紅女郎（2001年）
- 選妃記（2001年）
- 天龍八部（2003年）
- 天下無双（2003年）
- 恋する爆竹（原題：双響炮、2003年）
- 我的武林男友（2004年）
- 我愛河東獅（2004年）
- 美女也愁嫁（2005年）
- 大敦煌（2005年）
- 皇上二大爺（2006年）
- 大槐樹（2006年）
- 紙醉金迷（2007年）
- 三国志 Three Kingdoms（2010年）

## 歌手活動
2005年に、初アルバム『陳好』を発売し、歌手デビューした。